# Бразилска сребрна лисица
Бразилска сребрна лисица (лат. Lycalopex vetulus) је врста сисара из породице паса, једна је од 6 врста рода јужноамеричких псеудолисица (Lycalopex).

## Распрострањење
Врста има станиште у Бразилу и (непотврђено) Боливији.

## Станиште
Станишта врсте су шуме, поља и екосистеми ниских трава. 

## Угроженост
Ова врста је наведена као последња брига, јер има широко распрострањење и честа је врста.